# Liră irlandeză
Liră irlandeză a fost unitatea monetară oficială a Irlandei.